# Jules Laforgue
Jules Laforgue (* 16. August 1860 in Montevideo; † 20. August 1887 in Paris) war ein französischer Dichter. Seine Werke werden zum Symbolismus gezählt.

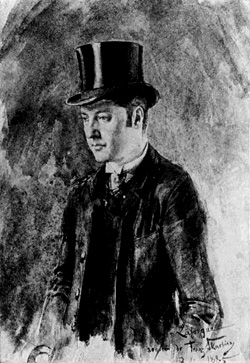
Jules Laforgue

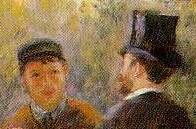
Jules Laforgue (links) und Charles Ephrussi (rechts) in Pierre-Auguste Renoir: Das Frühstück der Ruderer (Detail)

## Leben
Jules Laforgue wurde in Montevideo als Sohn einer Emigrantenfamilie geboren. Im Alter von sechs Jahren kehrte er nach Frankreich zurück, wo er in Tarbes das Gymnasium besuchte. Nachdem er mehrfach beim Abitur durchgefallen war, wurde er auf Empfehlung seiner Freunde Gustave Kahn und Paul Bourget Sekretär von Charles Ephrussi, einem Kunstkritiker und -sammler. Nach dem Tod seines Vaters 1881 ging er nach Berlin, wo er Vorleser für die Kaiserin Augusta, die Frau Wilhelms I., wurde. 1886 lernte er die Engländerin Sarah Lee kennen, die er bald darauf heiratete. Bereits erkrankt kehrte er nach Paris zurück, wo er 1887 im Alter von 27 Jahren starb. Er war Mitarbeiter verschiedener Zeitschriften wie Gazette des Beaux-Arts, La Revue Indépendante, Le Décadent, La Vogue, Le Symboliste und La Vie moderne.

### Werke
- Les complaintes (Gedichte, 1885).
- L'imitation de Notre-Dame de la Lune (Gedichte, 1886).
- Le concile féerique (Gedichte, 1886).
- Moralités légendaires (Erzählungen, 1887).

### Deutsche Übersetzungen
- Pierrot der Spassvogel. Übersetzt von Franz Blei, Insel, Frankfurt a. M. 1965.
- Hamlet oder Die Folgen der Sohnestreue und andere legendenhafte Moralitäten. Übersetzt von Klaus Ley, Suhrkamp, Frankfurt a. M. 1981.
- Berlin. Der Hof und die Stadt. Insel, Frankfurt a. M. 2002, ISBN 3-458-08943-8.
- Poetische Werke: Lamentationen. Die Nachfolge unserer lieben Frau Mond. Blumen des besten Willens. Letzte Verse. Blaue Eule; Essen 2002, ISBN 978-3-89206-010-9

### Sekundärliteratur
- Michele Hannoosh: Parody and Decadence: Laforgue's Moralités légendaires. Ohio State University Press, Columbus OH 1989, ISBN 0-8142-0480-5 (Digitalisat auf den Seiten des Verlags im Vollzugriff)
- Ferdinand Hardekopf: Der verwunschene Dichter. Jules Laforgues abgebrochenes Dasein. In: Pariser Tageszeitung vom 7. Juli 1939. (Volltext)